# Casa Buades
L'antiga Casa Buades va ser una empresa de fabricació d'aixetes i altre material de cuina i bany. Va ser fundada l'any 1843 per Andreu Buades Mir, i durant molt de temps va tenir la fàbrica al carrer d'Eusebi Estada.
L'any 1900, el seu Gabriel Buades, fill d'Andreu Buades, va agafar el negoci, i s'especialitzà en la fabricació i venda d'aparells dil·luminació de gas. El 1919 van poder inaugurar també una nova seu, entre el carrer de Balmes i les vies del tren. Aquest edifici, posteriorment, també es va traslladar al carrer d'Eusebi Estada. Després, durant la Guerra Civil, s'hi van fabricar molts tipus de sivelles, per al corretjam militar.
L'auge de Casa Buades es va produir a l'època de la postguerra, un cop que l'empresa estava centrada en l'aixeteria sanitària. De fet, l'empresa tenia més de set-cents treballadors. Però, el 1982, l'empresa es va vendre a la multinacional nord-americana Stanadyne. Actualment, l'empresa pertany a la marca Teka, d'ençà que la comprà el 1989.